# Carya laciniosa
Carya laciniosa är en valnötsväxtart som först beskrevs av Michx. f., och fick sitt nu gällande namn av John Claudius Loudon. Carya laciniosa ingår i släktet hickory, och familjen valnötsväxter. Inga underarter finns listade i Catalogue of Life.

## Bildgalleri

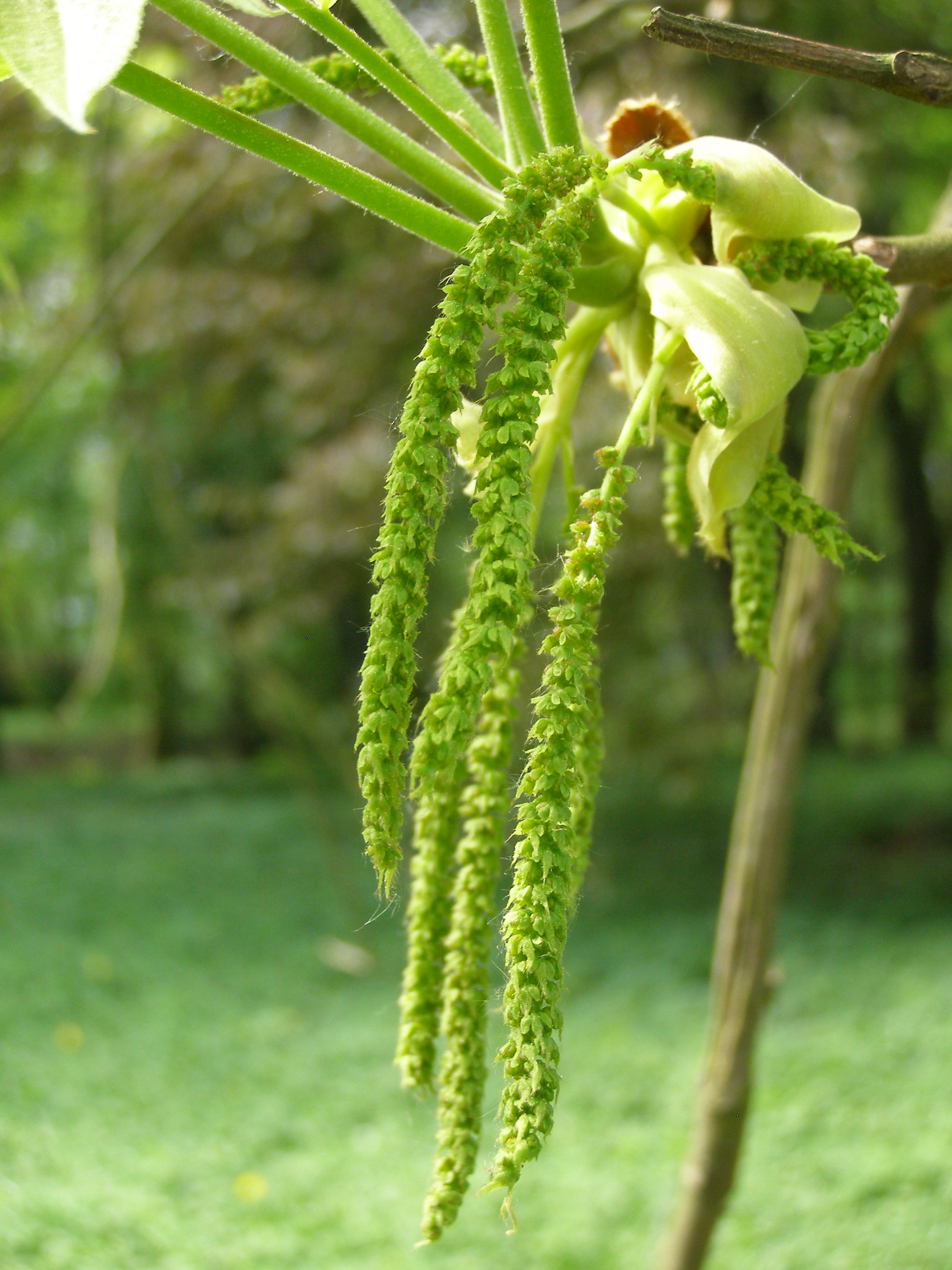